# Notorynchus cepedianus
Notorynchus cepedianus е вид акула от семейство Hexanchidae. Възникнал е преди около 13,82 млн. години по времето на периода неоген.

## Разпространение и местообитание
Видът е разпространен в Австралия (Виктория, Западна Австралия, Нов Южен Уелс, Тасмания и Южна Австралия), Аржентина, Бразилия, Канада, Китай, Мексико, Намибия, Нова Зеландия, Перу, Провинции в КНР, САЩ (Вашингтон, Калифорния и Орегон), Северна Корея, Тайван, Уругвай, Чили, Южна Африка, Южна Корея и Япония.
Среща се на дълбочина от 13 до 262 m, при температура на водата от 7,2 до 18,5 °C и соленост 33,2 – 35,5 ‰.

## Описание
На дължина достигат до 3 m, а теглото им е не повече от 107 kg.
Продължителността им на живот е около 49 години.